# Psammoclema stellidermatum
Psammoclema stellidermatum är en svampdjursart som först beskrevs av Carter 1885.  Psammoclema stellidermatum ingår i släktet Psammoclema och familjen Chondropsidae. Inga underarter finns listade i Catalogue of Life.